# Candonocypris serratomarginata
Candonocypris serratomarginata är en kräftdjursart som först beskrevs av N. C. Furtos 1936.  Candonocypris serratomarginata ingår i släktet Candonocypris och familjen Cyprididae. Inga underarter finns listade.